# 林氏家廟追遠堂
24°45′21″N 121°45′06″E / 24.755722°N 121.751722°E
林氏家廟追遠堂，是位於臺灣宜蘭縣宜蘭市的宗祠，道光十五年（1835年）建，今列縣定古蹟。

## 歷史

### 早期
依蘭陽林姓興德會在1964年重刻的重修林氏家廟紀事碑，林氏家廟追遠堂是道光十五年（1835年）春，由林登、林鳳棲、林文跳鳩集在五圍興建，至咸豐七年（1857年）由林國翰、林文跳捐資重修。當時宜蘭的家廟有一定的規制，多半是由有名望者出任管理人或稱為辦理人，如林文跳是例援承德郎、林國翰是恩賞藍翎候補知府且身兼林氏七邑的族正。
今貌為同治八年（1869年）時改建，採二進二廊二護龍，同治九年（1870年）重修及增建落成。之後，懸掛同治年間林文炳進士匾，與摘星山莊同款。1909年略為修繕後，1923年再重修，至1925年底落成，並立碑作記。

### 當代

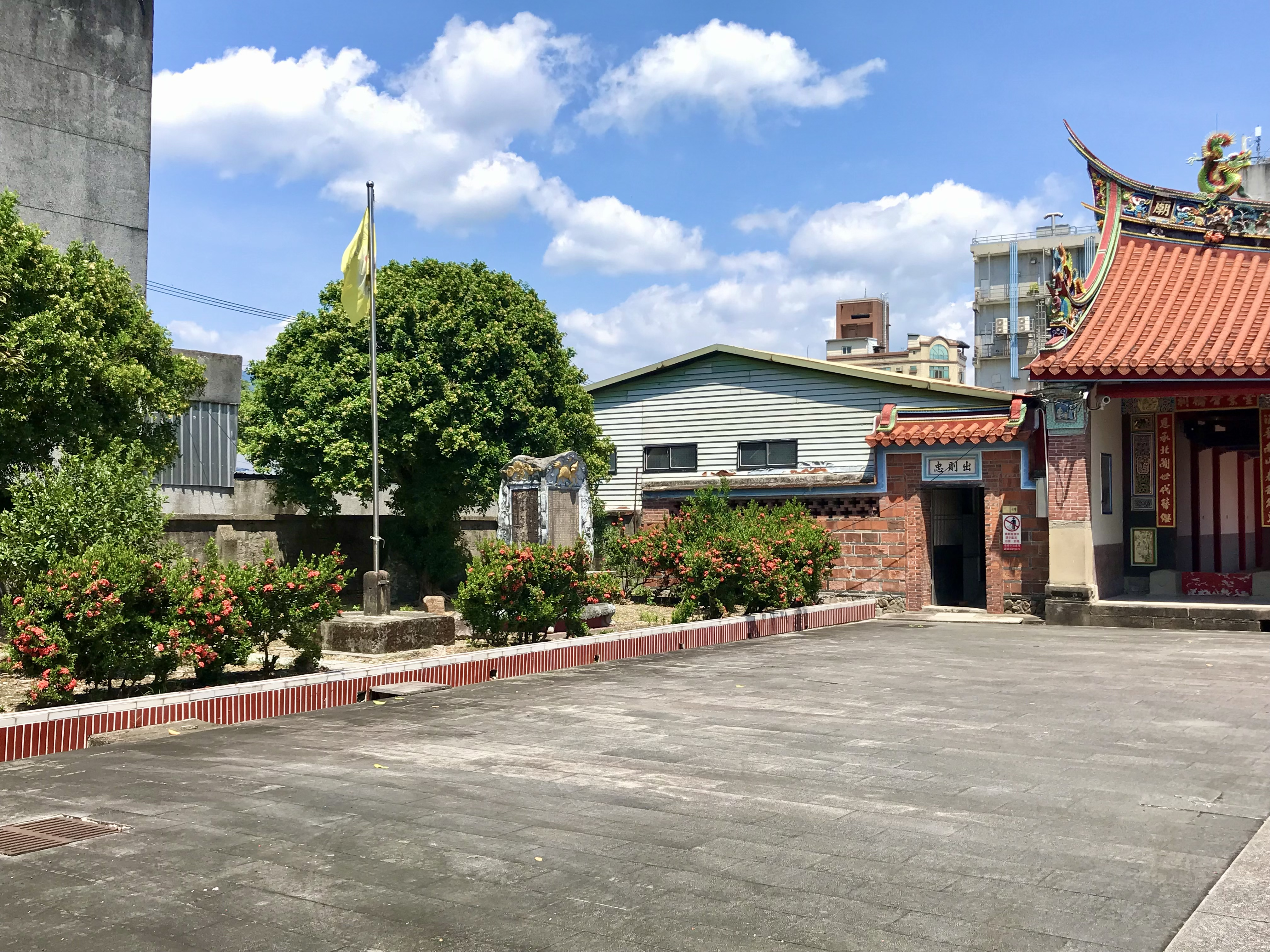
旗桿座與重修林氏家廟紀事碑

戰後初期，林氏家廟追遠堂被政府接收。像前環保署副署長李界木，在小學二、三年級時就借讀於此。1949年，祠堂重回族人自行管理。此外，此處還曾興辦幼稚園。1993年，正殿翻新，內部部分以水泥結構代替木質。前殿、兩廊仍然維持1923年重建時之材料與形式，如前殿木雕花堵構圖、抱鼓石、石枕與柱珠等。
戰後時期的追遠堂，包含周邊空地合計約300多坪。早年為維持運作，林姓家族在頭城鎮下埔里購置田地，以收租作為維持宗祠的基金。隨時代變遷，稻穀價賤，因此董監事為增加財源，在外牆鄰接巷道空地，興建多個攤位出租，讓該地成為宜蘭市熱鬧的市集。1990年代，一些宜蘭舊有的祠堂紛紛因經濟誘因，拆除改建商業大樓。因追遠堂位於市區中心，一些林姓族人主張應改建為大樓，將家廟移至大樓頂。1995年4月6日，台灣大學建築與城鄉研究發展基金會對宜蘭縣政府提出需緊急搶救的古蹟就包含此祠堂。次年，宜蘭縣政府為鼓勵民間保留，將此祠堂列為容積獎勵名單之一。2001年6月重新整修，近一年完工。
負責管理此祠堂的蘭陽林姓興德會董事長林勝章認為追遠堂有歷史，但維護困難，便說服族人列入古蹟。2020年7月，董監事會通過提出古蹟指定申請。2020年12月7日，縣府宣布林氏家廟追遠堂已審議列為縣定古蹟。2021年2月18日，由縣長林姿妙為指定古蹟解說牌揭牌。

## 祭祀
歷年以農曆正月初七為開閩始祖林肇舉行聖誕，兼併辦理新春團拜。文物會特別為 「林」 字中的兩「木」 勾寫，以表示他們屬於港仔頭林氏。2001年1月21日，為前縣長林才添舉行入祀晉座典禮，由董事長林子超親率宗長主持。